# Consuelo García Santa Cruz
Consuelo Trinidad García Santa Cruz, conocida como Consuelo García (Trujillo, 15 de junio de 1956-Lima, 13 de febrero de 1989) fue una activista social, docente y dirigente comunal que vivió en Lima desde temprana edad en el distrito de Comas, en el Club "Collera", y dedicó su vida a la formación política y a la alfabetización de las mujeres trabajadoras del hogar y familiares de los trabajadores mineros como promotora de la Central de Mujeres Mineras.
Durante el primer gobierno de Alan García Pérez, el 13 de febrero de 1989 y meses después de haberse desarrollado la Segunda Huelga Nacional Minera de octubre a diciembre de 1988, se hallaron dos cuerpos en las inmediaciones del Parque Zonal Huiracocha de Canto Grande en el distrito de San Juan de Lurigancho, Lima. El hecho se trató del asesinato político de Consuelo García y Saúl Cantoral, ambos dirigentes políticos en el sector minero. El asesinato se tribuye a presuntos elementos estatales que conformaron el Comando Rodrigo Franco durante el primer gobierno de Alan García.

## Biografía

### Vida universitaria
Consuelo García realizó sus estudios superiores en la Universidad Nacional de Educación Enrique Guzmán y Valle (UNE) más conocida como "La Cantuta", donde se graduó como docente para posteriormente dedicarse a la enseñanza especializada en la alfabetización.

### Trabajo político
En 1979 Consuelo García se unió al Centro Micaela Bastidas, donde orientó y alfabetizó a muchas mujeres dedicadas al trabajo doméstico. Posteriormente se integró a la Comisión Organizadora de la Coordinación Distrital de Mujeres de Comas, y en 1982 formó parte de la lucha de los mineros y de sus familiares, en la "Marcha del Sacrificio".
En 1984 pasó a conformar el "Centro de Mujeres Filomena Tomaira Pasci", donde dio asistencia en formación política y social a las mujeres de los trabajadores mineros. En el desarrollo de esas actividades conoció a Saúl Cantoral Huamaní, militante político del partido Unión Democrática Popular y Secretario General de la Federación Nacional de Trabajadores Mineros, Metalúrgicos y Siderúrgicos del Perú (FNTMMSP), con quien trabajó políticamente en la organización de las diferentes huelgas convocadas por la FNTMMSP, que terminó en el asesinato de ambos personajes, un 13 de febrero de 1989.

### Asesinato y demandas
El caso de Consuelo García, quien murió el 13 de febrero de 1989, implicó secuestro, tortura y ejecución extrajudicial. Hasta la fecha no se ha realizado una sanción contra los responsables.
Los cuerpos de García y Cantoral fueron fueron hallados aproximadamente a las 11:00 PM en las inmediaciones del Parque Zonal Huiracocha en Canto Grande, San Juan de Lurigancho. El cuerpo de Saúl mostraba heridas de bala mientras que el de Consuelo yacía boca abajo con el cráneo totalmente destrozado.
El 21 de febrero de 2006, la Comisión Interamericana de Derechos Humanos sometió a la Corte una demanda contra el Estado del Perú. La demanda refiere a las víctimas de secuestro, tortura y ejecución extrajudicial, Saúl Isaac Cantoral Huamaní y Consuelo Trinidad García Santa Cruz, el 13 de febrero de 1989, en Lima, Perú. El objetivo fue someter el caso a la Corte, ya que habían transcurrido 17 años sin que los responsables hayan sido sancionados. Además se buscó hacer incidencia sobre la Corte para que pueda pronunciarse sobre la actividad del Comando Rodrigo Franco, conformado por agentes estatales quienes fueron responsables de diferentes casos de violaciones de Derechos Humanos durante el gobierno de Alan García, en los años 1985 - 1990.
El 21 de julio de 2006 el Estado presentó su respuesta a la demanda donde manifestó  que “no reconoce responsabilidad internacional por haber violado los derechos contemplados en los artículos 4, 5, 7 y 16 de la Convención Americana, considerando que no se encuentran acreditadas debidamente los derechos demandados por la Comisión Interamericana de Derechos Humanos”.